# Пам'ятники Бродів
Пам'ятники та пам'ятні знаки міста Броди.

## Сучасні пам'ятники
| Назва                                                                                    | Розташування                                                                                              | Фото                           | Короткі відомості |
| Борцям за волю України                                                                   | вул. Тернопільська 50°04′13″ пн. ш. 25°09′48″ сх. д. / 50.07028° пн. ш. 25.16333° сх. д.                  |                                | Символічна курган-могила Борцям за волю України насипана силами громади у 1942 році біля цвинтаря на Старих Бродах |
| Памятник-фонтан Іван Хреститель                                                          | вул. Тернопільська, 29а 50°04′16″ пн. ш. 25°09′48″ сх. д. / 50.07111° пн. ш. 25.16333° сх. д.             |                                | На подвір'ї Храму Собору Пресвятої Богородиці |
| Фонтан у парку Райківка                                                                  | майдан Свободи                                                                                            |                                | На місці демонтованого |
| Святий Флоріан                                                                           | вул. 22 Січня 50°04′26″ пн. ш. 25°09′21″ сх. д. / 50.07389° пн. ш. 25.15583° сх. д.                       |                                | Фігуру Святого Флоріана, розташовану перед залізничним переїздом, відновлено коштом залізничників Бродівської ділянки колії. Відкриття та освячення відновленої фігури відбулося 4 травня 2011 року. |
| Жертвам Голокосту                                                                        | вул. Підлісна 50°06′7″ пн. ш. 25°08′25″ сх. д. / 50.10194° пн. ш. 25.14028° сх. д.                        |                                | Встановлений у 1994 році на північній околиці міста в урочищі Вапельня (біля єврейського цвинтаря), автор пам'ятника — скульптор Едуард Бучинський. |
| Святий Іоан Хреститель                                                                   | вул. Старобрідська, 43 50°04′28″ пн. ш. 25°09′55″ сх. д. / 50.07444° пн. ш. 25.16528° сх. д.              |                                | Встановлена 1845 року. Висота 4 метри, 3/4 з них займає п'єдестал. З чотирьох сторін вирізьблені цитати з Нового Завіту та імена фундаторів. Тексти наведені польською мовою. Інша назва — фігура колективної обітниці. Потребує реставрації. |
| Алея Слави військових льотчиків                                                          | вул. Храпая 50°04′3″ пн. ш. 25°08′50″ сх. д. / 50.06750° пн. ш. 25.14722° сх. д.                          |                                | Відкриття та освячення пам'ятної стели Алеї Слави військових льотчиків, які загинули на Донбасі, захищаючи незалежність та територіальну цілісність України, відбулося 5 травня 2015 року на території 16-ї ОБрАА, що на «Червоних Казармах». |
| Богородиця                                                                               | вул. Й. Рота, 6Б 50°4′25″ пн. ш. 25°8′35″ сх. д. / 50.07361° пн. ш. 25.14306° сх. д.                      |                                | Встановлена на території ВП «Бродівська дистанція колії» (ПЧ-17) Львівської залізниці |
| Олень                                                                                    | вул. Низька, 15 50°4′33″ пн. ш. 25°9′28″ сх. д. / 50.07583° пн. ш. 25.15778° сх. д.                       |                                | Встановлений перед будівлею ДП «Бродівське лісове господарство». |
| Олені                                                                                    | вул. Залізнична, 44 50°4′38″ пн. ш. 25°8′30″ сх. д. / 50.07722° пн. ш. 25.14167° сх. д.                   |                                | Встановлена на території КП «Броди» |
| Невідомому солдату                                                                       | вул. Чупринки 50°5′47″ пн. ш. 25°9′15″ сх. д. / 50.09639° пн. ш. 25.15417° сх. д.                         |                                | Відновлено на полі військових поховань міського цвинтаря польським товариством «Гута-Пеняцька» зі Всхови Любуського воєводства під патронатом ради охорони пам'яті боротьби та мучеництва Республіки Польща за підтримки Бродівської міської ради. |
| Воїнам — афганцям                                                                        | вул. Богуна 50°5′28″ пн. ш. 25°9′30″ сх. д. / 50.09111° пн. ш. 25.15833° сх. д.                           |                                | Встановлений у 2001 році, автор — архітектор Я. Руцький |
| Братська могила радянських партизанів, полеглих у 1944 році                              | вул. Богуна 50°5′28″ пн. ш. 25°9′30″ сх. д. / 50.09111° пн. ш. 25.15833° сх. д.                           |                                | Встановлений у 1972 році на військовому меморіалі на вул. Богуна. |
| Тарасові Шевченку                                                                        | пл. Ринок 50°5′1″ пн. ш. 25°8′37″ сх. д. / 50.08361° пн. ш. 25.14361° сх. д.                              |                                | Пам'ятка монументального мистецтва місцевого значення (охоронний № 1445, розпорядження № 528 від 19 липня 1995 року). Пам'ятник відкрито 25 липня 1993 року під час ІІІ Всесвітнього з'їзду брідщан. Автори — скульптор Богдан Романець та архітектор Олесь Ярема. Пам'ятник розташований лицевою стороною на схід. На постаменті, виготовленому з мармурової крихти, зображено факсиміле підпису Тараса Григоровича Шевченка. Постать молодого Тараса Шевченка вилита з бронзи. Голова повернута до правого плеча, у лівій руці — палітра. Позаду скульптури на кам'яній брилі — символи України: Кобзар, ліра та калина. |
| Іванові Франку                                                                           | вул. Франка 50°5′4.5″ пн. ш. 25°8′41″ сх. д. / 50.084583° пн. ш. 25.14472° сх. д.                         |                                | Пам'ятка монументального мистецтва місцевого значення (охоронний № 278, рішення № 183 від 5 травня 1972 року). Відкритий у 1956 році (автор пам'ятника — скульптор Я. Чайка). До 1956 року стояв у сквері неподалік консервного заводу. Був викинутий на смітник, але завдяки клопотанням працівника ДАІ А. Осташевського та працівників міської ради, пам'ятник перенесли і встановили у сквері поблизу церкви Різдва Пресвятої Богородиці на іншому постаменті. У XIX столітті на цьому місці була повітова рада. Пам'ятник розташований лицевою стороною на захід. На постаменті з бетону стоїть погруддя Івана Франка, виготовлене з мармурової крихти. На постаменті викарбувано напис: «Іван Якович Франко 1856—1916». |
| Борцям, полеглим за волю України                                                         | вул. Юріївська, 11 50°5′8″ пн. ш. 25°8′34″ сх. д. / 50.08556° пн. ш. 25.14278° сх. д.                     |                                | На подвір'ї церкви святого Юра 1928 року був насипаний триметровий курган та встановлено високий 10-метровий хрест на честь 10-ї річниці вшанування листопадових подій 1918 року. 1 листопада 2018 року на символічній курган-могилі освятили пам'ятну таблицю до 100-ліття проголошення Західноукраїнської Народної Республіки. |
| 2000-ліття від Різдва Христового та 400-ліття побудови храму Різдва Пресвятої Богородиці | вул. Франка, 14 50°5′6″ пн. ш. 25°8′41″ сх. д. / 50.08500° пн. ш. 25.14472° сх. д.                        |                                | Встановлений у 2000 році на подвір'ї церкви Різдва Пресвятої Богородиці |
| 1025-ліття Хрещення Русі-України                                                         | вул. Франка, 14 50°5′7″ пн. ш. 25°8′41″ сх. д. / 50.08528° пн. ш. 25.14472° сх. д.                        |                                | Встановлений у 2013 році на подвір'ї церкви Різдва Пресвятої Богородиці |
| Петрові Федуну «Полтаві»                                                                 | ріг вул. Золотої та вул. Петра Полтави 50°5′1″ пн. ш. 25°8′51″ сх. д. / 50.08361° пн. ш. 25.14750° сх. д. |                                | Пам'ятник Петрові Федуну-Полтаві (автори — скульптор Богдан Романець, архітектор Ярослав Руцький) відкрито в жовтні 2002 року в невеличкому сквері на розі вулиць Золотої та Петра Полтави перед будівлею Бродівського об'єднаного управління Пенсійного фонду України. Пам'ятник розташований лицевою стороною на південь. Постамент виготовлений із мармурової крихти сірого і рожевого кольорів. Пам'ятник виконаний у формі тризуба. Посередині — бронзове погруддя Петра Федуна — «Полтави», голова злегка повернута до лівого плеча. Під погруддям напис: «Петро Полтава». Внизу під написом зображена відзнака у вигляді хреста і двох схрещених мечів (Хрест Бойової Заслуги УПА, яким був нагороджений Петро «Полтава»). У центрі відзнаки у ромбі — тризуб. Під відзнакою напис: «Воля народам, воля людині». З лівого та правого боків пам'ятника — медальйони, на яких викарбувано: «ОУН» та «УПА». |
| Героям Небесної Сотні                                                                    | сквер Героїв Майдану 50°4′56″ пн. ш. 25°8′59.99″ сх. д. / 50.08222° пн. ш. 25.1499972° сх. д.             | Файл:Героям Небесної Сотні.jpg | Пам'ятний знак, розташований у сквері Героїв Майдану, що при вулиці Коцюбинського та знаходиться перед Бродівським педагогічним коледжем імені М. Шашкевича. До лютого 2014 року на цьому місці стояв пам'ятник російському полководцю Михайлу Кутузову. Однак після подій Революції Гідності пам'ятник Кутузову демонтували й вирішили встановити монумент Героям Майдану. Відповідно до цього створили оргкомітет зі спорудження пам'ятного знаку, оголошено і проведено конкурс, на який надійшло 4 пропозиції. Переможцями стали львівські скульптори Володимир Михайлович Оврах та його сини Андрій та Роман з проєктом «Молитва за Україну». Пам'ятник встановлено у листопаді 2015 року, а урочисто відкрито після благоустрою скверу Героїв Майдану 29 травня 2016 року. В основу закладено символ вічної пам'яті про полеглих героїв та скорботи за ними. Це Ангел, що символізує добро та духовну чистоту, над головою якого у вигляді голубів злетіли душі полеглих на Майдані під час Революції гідності. Пам'ятник виготовлено з бетону на металевому каркасі, стилізовано під бронзу. |
| Маркіянові Шашкевичу                                                                     | вул. Коцюбинського, 4 50°4′55″ пн. ш. 25°9′2″ сх. д. / 50.08194° пн. ш. 25.15056° сх. д.                  |                                | Встановлений на подвір'ї Бродівського педагогічного коледжу ім. М. Шашкевича в травні 2005 року. Автор пам'ятника — скульптор Віталій Рожик, м. Коростишів. Пам'ятник споруджено коштом студентів і викладачів коледжу, ім'я М. Шашкевича присвоєно закладу 2003 року. Постамент, у вигляді двох східців, і стела виготовлені з червоного граніту. Стела закінчується горельєфом М. Шашкевича. Під горельєфом напис: «Маркіян Шашкевич». Маркіян Семенович Шашкевич (1811–1843) — український письменник, поет-зачинатель нової української літератури в Галичині, священник, культурно-громадський діяч, речник відродження західноукраїнських земель. Очолив «Руську трійцю», ініціатор видання альманаху «Русалка Дністровая» (1837). Виступав за рівноправність української мови з польською. |
| 900-річчя Бродів                                                                         | вул. 22 Січня 50°4′30″ пн. ш. 25°9′18″ сх. д. / 50.07500° пн. ш. 25.15500° сх. д.                         |                                | Пам'ятка монументального мистецтва місцевого значення (охоронний № 1443, Рішення № 450 від 28 жовтня 1987 року). Пам'ятний знак відкрито у сквері в найдавнішій частині міста — Старі Броди під час урочистого відзначення 900-річчя Бродів 14 вересня 1984 року. Автори пам'ятного знаку — львівські скульптори: народний художник УРСР, заслужений діяч мистецтв Еммануїл Мисько і уродженець Бродів, член спілки художників СРСР Богдан Романець. Уперше Броди згадуються у «Повчанні Володимира Мономаха своїм дітям». Тут, зокрема, йде мова про переговори, які двічі відбувалися у Бродах між Володимиром Мономахом та Володимир-Волинським князем Ярополком Ізяславичем. Проте дата, коли це було, не зазначена. Про ці ж переговори (але вже без вказівки на місце, де вони відбувалися) під 1084 і 1086 роками записано й у «Повісті временних літ». Саме порівняння цих даних дало підставу стверджувати, що зустрічі відбувалися у Бродах. Від 1084 року і ведеться літочислення міста. Пам'ятний знак являє собою кубічної форми чорний лабрадорит із сторонами 1,6—2,2 м. Він встановлений на штучно насипаному пагорбі висотою 0,8 м. На трьох сторонах лабрадориту закріплено печаткоподібні бронзові пласти. На фронтальній стороні викарбувано: «Бродам 900 років». На лівій — стоїть цифра «1084» і приведено текст першої згадки про місто із «Повчання» Володимира Мономаха: «І на ту вєсну к Ярополку на совєт в Броди». На правому пласті вгорі цифра «1984», а внизу текст: «Встановлено на честь 900-річчя Бродів». |
| 15 років дружбі між містами Броди та Вольфратсгаузен                                     | вул. Гончарська 50°4′59.9″ пн. ш. 25°8′30″ сх. д. / 50.083306° пн. ш. 25.14167° сх. д.                    |                                | Встановлений на дитячому майданчику 30 липня 2005 року. |
| о. Михайлові Осадці                                                                      | вул. Франка, 65 50°5′23″ пн. ш. 25°8′47″ сх. д. / 50.08972° пн. ш. 25.14639° сх. д.                       |                                | Встановлений 1991 року навпроти будинку при нинішній вул. Франка, в якому у 1929-1941 роках мешкав український релігійний та культурний діяч, композитор, професор Бродівської гімназії о. Михайло Осадца (автор — художник Ігор Стасюк) |
| Видатним учням і викладачам Бродівської гімназії                                         | вул. Коцюбинського, 2 50°04′58″ пн. ш. 25°9′5″ сх. д. / 50.08278° пн. ш. 25.15139° сх. д.                 |                                | Пам'ятка історії місцевого значення, охоронний № 1436-м (Рішення № 450 від 28 жовтня 1987 року). Пам'ятник встановлений на подвір'ї Бродівської гімназії імені І. Труша, у жовтні 1986 року. Автор пам'ятника — колишній випускник Бродівської середньої школи № 1, скульптор, член спілки художників СРСР Богдан Романець. З Бродами і з Бродівською гімназією пов'язані життя і діяльність багатьох видатних людей, які своїм талантом, працею зробили значний внесок у вітчизняну і світову культуру. Серед них особливе місце належить відомим діячам науки і культури, які вчилися і викладали у Бродівській гімназії. Пам'ятна таблиця з бронзового сплаву встановлена на кам'яному постаменті. Розташована лицевою стороною на захід. Таблиця зображена у формі розгорнутого листка сувою у лівому верхньому кутку якої викарбувані горельєфи Йозефа Рота, Осипа Роздольського, Василя Щурата, Степана Тудора та Івана Труша. У правому кутку на розгорнутому сувої читаємо: «В будинку Бродівської гімназії, теперішньої середньої школи № 1 вчилися і працювали…». Цей напис переходить на другу сторінку сувою на якому продовжено: «З 1881 по 1887 рік український художник І. І. Труш. З 1884 по 1890 рік фольклорист О. І. Роздольський. З 1901 по 1907 рік академік АН УРСР В. Г. Щурат. З 1903 по 1911 рік український радянський письменник С. Тудор. З 1905 по 1915 рік австрійський письменник-антифашист Йозеф Рот». |
| Учасникам Січневого повстання 1863 року                                                  | вул. Чупринки 50°5′48″ пн. ш. 25°9′10″ сх. д. / 50.09667° пн. ш. 25.15278° сх. д.                         |                                | Пам'ятник встановлений на міському цвинтарі на могилі польських повстанців 1863 року, що являє собою колону увінчану скульптурою орла. На колоні викарбувані імена шістьох повстанців — офіцера Станіслава Гліщинського (29 років), рядових Пьотра Завадовського (25 років), Станіслава Ґрабчевського (36 років) та Едварда Болубоньського (20 років), полковника Міхала Домаґальського (52 роки), капітана Мечислава Мрочковського (48 років), що загинули 2—27 липня 1863 року. Відновлено у 2013 році. |
| Жертвам більшовицьких репресій                                                           | майдан Свободи 50°4′58″ пн. ш. 25°8′52″ сх. д. / 50.08278° пн. ш. 25.14778° сх. д.                        |                                | Пам'ятка історії місцевого значення (охоронний № 1441, розпорядження № 528, від 19 липня 1995 року). Пам'ятник відкрито в листопаді 1993 року під час урочистих заходів, присвячених 85-й річниці Листопадового чину. Споруджений у парку на Майдані Свободи. Автори пам'ятника — скульптор Богдан Романець, архітектор Іван Тимчишин. Пам'ятник розташований лицевою стороною на схід. Виконаний у формі хреста. У верхній частині пам'ятника викарбувано тризуб та слова «Молися сину: за Вкраїну його замучили колись». Нижче у формі горельєфа — образ замученої, розіп'ятої сім'ї, обрамлений численними хрестами. Композиція уособлює багатостраждальну Україну — чоловік, який підняв своє страдницьке обличчя до неба, жінка, яка схилила голову на плече чоловіку, ніби шукаючи захисту, а між ними — маленький ангел — ненароджена дитина. На другому боці пам'ятника ображено образ Матері Божої з маленьким Ісусом, оповитий омофором і закличними словами: «За Україну, за її волю!» Під написом зображено святого Юрія Побідоносця, що зборює змія. По краях є написи: «А-р Тимчишин І. П.», «С-р Романець Б. О.». Унизу — на гранітному постаменті пам'ятника — назви тюрем та місць, де відбували ув'язнення брідщани, звідки доставлено закладену до спеціальних ніш у підніжжі пам'ятника землю. У східній частині — 6 табличок з написами (зліва на право): «Земля з Сибіру», «Земля з Комі», «Земля з Казахстану», «Земля з Далекого Сходу», «Земля з Мордовії», «Земля з Якутії». 6 табличок в західній частині: «Земля з Золочівської тюрми», «Земля з Рівненської тюрми», «Земля з Кременецької тюрми», «Земля з львівських Бригідок», «Земля з Замарстинівської тюрми», «Земля з тюрми Лонського». В північному підніжжі постаменту: «Земля з м. Броди і сіл Бродівщини». В південній частині — «Земля з країв близького та далекого зарубіжжя». |
| Колона з фігурою Богородиці                                                              | пл. Ринок 50°04′59″ пн. ш. 25°08′39″ сх. д. / 50.08306° пн. ш. 25.14417° сх. д.                           |                                | Відкриття та освячення скульптури Богородиці відбулося у межах святкування дня міста — 16 вересня 2018 року. Автори пам'ятника — творчий колектив «Майстерня Оврах». Загальна висота скульптури — 9 метрів. |
| Писанка                                                                                  | пл. Ринок                                                                                                 |                                | Встановлена на місці демонтованого фонтану |
| Йозефу Роту                                                                              | вул. Коцюбинського, 2 50°04′58″ пн. ш. 25°9′5″ сх. д. / 50.08278° пн. ш. 25.15139° сх. д.                 |                                | У межах реалізації проєкту «Буковинсько-Галицький літературний маршрут», 31 липня 2019 року на окрайці сходів з правого боку від входу до бродівської гімназії імені Івана Труша встановлено бронзове погруддя австрійському письменнику та публіцисту Йозефу Роту. Автор проєкту пам'ятника — львівський скульптор Володимир Цісарик. Відкриття відбулося 4 серпня 2019 року. |
| Старий юдейський цвинтар                                                                 | ріг вул. Ковальська та вул. Рильського                                                                    |                                | Старий єврейський цвинтар закладений на початку XVII століття. Поховання на ньому проводилися до 1831 року і вже у статусі не діючого проіснував до початку другої світової війни. Знищений під час німецької окупації у 1941—1944 роках, а по війні на частині цвинтаря збудований міський стадіон «Ювілейний». У серпні 2019 року на невеликому клаптику колишнього кіркуту коштом єврейської громади міста встановлений пам'ятний знак та облаштований сквер пам'яті. |

## Втрачені та/або демонтовані пам'ятники
| Назва                                                                                              | Розташування                                                                     | Фото | Короткі відомості |
| Юзефу Коженьовському                                                                               | парк Райківка, Майдан Свободи                                                    |      | Автор цікавих спогадів про Броди початку XIX століття. Пам'ятник Ю. Коженьовському стояв у міському парку Райківка на площі Собєського (нині — майдан Свободи). Ідея встановлення монумента належала відомому бродівському книговидавцю Феліксу Весту. Скульптор, випускник Бродівської гімназії, почесний громадянин міста Броди, видатний митець Антон Попель, безкоштовно офірував місту свою працю. Пам'ятник планувалося встановити в міському парку до 100-ліття від дня народження діяча. Однак, через повільний збір коштів, 19 березня 1897 року, в річницю народження Ю. Коженьовського, заклали тільки наріжний камінь, а пам'ятник відкрили 11 вересня 1898 року. Пам'ятник стояв у південно-західній частині парку Райківка і був спрямований на вулицю Ю. Коженьовського (нині — вул. Стуса). Монумент переніс лихоліття двох світових воєн. Після Другої світової війни демонтований радянською владою. Постамент пам'ятника стояв ще у 1950-х роках. Парк Райківка був улюбленим місцем відпочинку жителів міста. Відомо чимало світлин, зроблених біля пам'ятника Ю. Коженьовського (а згодом і коло постаменту). |
| Михайлові Кутузову                                                                                 | Військовий аеродром                                                              |      | Встановлений у 1984 році на вул. Коцюбинського, автори — скульптор П. Мазур, архітектор С. Соколов. У лютому 2014 року демонтований та перенесений на території військової частини А-2595. 21 березня 2019 року пам'ятник був демонтований остаточно. |
| Володимиру Леніну                                                                                  | Майдан Свободи                                                                   |      | Перший пам'ятник відкритий у 1939 році, але після окупації міста німецькими військами у 1941 році був знищений. Його наступник був встановлений у 1950 році і простояв до початку 1990-х років та за часів незалежної України був демонтований. |
| Йосипу Сталіну                                                                                     | площа Ринок                                                                      |      | Пам'ятник був відкритий наприкінці 1940-х років. Демонтований наприкінці 1950-х років. |
| Зої Космодем'янській                                                                               | площа Ринок                                                                      |      | Встановлений у сквері на площі Ринок у 1966 року, пізніше перенесений на подвір'я Бродівської СЗОШ № 3, де простояв до початку 1990-х років та за часів незалежної України був демонтований. |
| Семену Будьонному                                                                                  | на розі вул. Золотої та вул. Петра Полтави                                       |      | Встановлений 13 серпня 1980 року у сквері на вул. Золотій і простояв до початку 1990-х років та за часів незалежної України був демонтований. |
| Фонтан з рибами                                                                                    | площа Привокзальна                                                               |      | Перший фонтан, який зустрічав гостей міста при виході з Залізничного вокзалу. Демонтований внаслідок капітального ремонту літом 2007 року |
| Фонтан у парку Райківка                                                                            | Майдан Свободи                                                                   |      | Встановлений за радянської влади. За часів незалежної України був демонтований. |
| Фонтан на площі Ринок                                                                              | площа Ринок                                                                      |      | Встановлений за радянської влади. За часів незалежної України був демонтований. |
| Братська могила невідомих радянських воїнів                                                        | вул. Чупринки 50°5′48″ пн. ш. 25°9′3″ сх. д. / 50.09667° пн. ш. 25.15083° сх. д. |      | Виготовлений з мармурової крихти та встановлений на території міського цвинтаря у 1952 році. Пам'ятка історії місцевого значення (охоронний № 225-м). Демонтований у відповідності до рішень виконкому Бродівської міської ради від 10 листопада 2022 року № 783 та від 16 травня 2023 року № 1092 |
| Меморіальний комплекс на честь 1185 радянських воїнів полеглих в боях за Броди в 1941 і 1944 роках | вул. Богуна 50°5′28″ пн. ш. 25°9′30″ сх. д. / 50.09111° пн. ш. 25.15833° сх. д.  |      | Пам'ятка історії місцевого значення (охоронний № 254, рішення № 183 від 5 травня 1972 року). Пам'ятник відкрито у 1955 році. Меморіальний комплекс у невеличкому парку являє собою скульптурну групу, яка складається з 5 пам'ятників. Навколо — парк, обсаджений туями і ялинами. При вході — дві вази-клумби. До пам'ятника веде алея з кам'яної плитки та дві алеї з бруківки. Розташований лицевою стороною на північ. Пам'ятник виготовлений із мармурової крихти, постамент — з бетону. Центральний пам'ятник — постать жінки з дитиною. Права рука жінки обіймає дитину, а у лівій руці вона тримає гілку. У правій руці дитини — книжка. Постамент у вигляді трапеції, на передньому плані постаменту щит з п'ятикутною зіркою нагорі. Далі йде напис: «Вечная слава героям». З лівого і правого боку постаменту на прямокутних пластинах викарбувані імена солдатів, які загинули у боях за Броди в 1941 і 1944 роках. Також імена радянських воїнів викарбувані біля підніжжя постаменту на плиті, розташованій горизонтально. З лівого і правого боку пам'ятника на невеличких постаментах з бетону — чотири прямокутні стели з мармурової крихти у наростаючому порядку, на яких також викарбувані прізвища полеглих воїнів Червоної армії. Загалом на них нанесено 1185 прізвищ радянських солдатів. Демонтований у відповідності до рішень виконкому Бродівської міської ради від 10 листопада 2022 року № 783 та від 16 травня 2023 року № 1092. |
| Ніхто не забутий, ніщо не забуто                                                                   | вул. Франка 50°5′12″ пн. ш. 25°8′40″ сх. д. / 50.08667° пн. ш. 25.14444° сх. д.  |      | Відкритий 19 липня 1969 року. Автор — скульптор Яків Чайка. Демонтований у відповідності до рішень виконкому Бродівської міської ради від 10 листопада 2022 року № 783 та від 16 травня 2023 року № 1092. |